# Moranbonggujŏk
Obvod Moranbonggujŏk (korejsky 모란봉구역) je jeden z městských obvodů Pchjongjangu, hlavního města Severní Korey. Na jihu hraničí s centrálním obvodem Čunggujŏkem, na východě s řekou Tedongem, na severu s obvody Sŏsŏnggujŏkem a Täsŏnggujŏkem a na západě s řekou Potchongem a s obvodem Potchongganggujŏkem. Vznikl v říjnu 1960.
Mezi významné budovy obvodu patří fotbalový Kim Ir-senův stadion, socha Čchŏllima, Vítězný oblouk a Pchjongjangská televizní věž.